# یونی آهو
یونی آهو (فنلاندی: Joni Aho؛ زادهٔ ۱۲ آوریل ۱۹۸۶) بازیکن فوتبال اهل فنلاند است.
از باشگاه‌هایی که در آن بازی کرده‌است می‌توان به باشگاه فوتبال اینتر تورکو اشاره کرد.
وی همچنین در تیم‌های ملی فوتبال زیر ۲۱ سال فنلاند و فنلاند بازی کرده‌است.